# Tactique du diable
Tactique du diable (titre original : The Screwtape Letters) est un roman épistolaire de C. S. Lewis publié d’abord sous forme de feuilleton de mai à novembre 1941 dans l’hebdomadaire anglican The Guardian (aujourd’hui disparu), puis en 1942 sous forme de livre. En France, il paraît pour la première fois en 1943.
Tactique du diable est l’une des œuvres de Lewis les plus populaires. L’auteur a expliqué que ces lettres n'ont pas été écrites avec aisance, et qu'il a décidé par la suite de ne plus aborder le genre épistolaire. Il écrira cependant une suite en 1959, Screwtape proposes a toast, où il exprime une critique des tendances éducatives de l’époque. 

## Présentation
Dans Tactique du diable, C. S. Lewis donne une série d’enseignements sur la vie et le progrès spirituels dans la foi chrétienne. Pour cela, il fait à partir du point de vue des démons le portrait d’un homme commun qui, au cours d’une histoire simple marquée par la guerre, vit des tentations et des erreurs. 
Screwtape, un haut placé dans la bureaucratie de l'enfer, est le mentor de Wormwood, un apprenti tentateur. Screwtape lui donne des détails précis et de nombreuses méthodes pour détruire la foi de son protégé et l’entraîner au péché, le but étant de l’amener en enfer par la damnation. 
La trame du livre repose sur l’observation de la nature humaine ainsi que sur la foi et la doctrine chrétienne. C. S. Lewis fait un usage à la fois varié et percutant de la correspondance. Le contenu théologique, spirituel et psychologique des lettres est large : le sexe, l’amour, la fierté, la gloutonnerie, la guerre, le temps… Lewis propose aussi une lecture de certains courants d’idées contemporains et antérieurs.
L’univers du roman se structure en trois niveaux : le niveau humain qui est au centre du jeu, le niveau de Dieu, appelé « l’Ennemi », et le niveau des démons, dont le chef est « notre Père d’en bas ». Le niveau de Screwtape et Wormwood est moralement inversé, avec une compréhension bestiale de l’amour : la logique de manger et d’être mangé. De plus, les démons sont absolument incapables de comprendre les vertus humaines. Finalement, ils méprisent l’homme et la chair.

## Aperçu de l’intrigue
Tactique du diable se compose de trente-et-une lettres écrites par Screwtape, un démon expérimenté, à son neveu. Après la seconde lettre, le « protégé » se convertit au christianisme, et Wormwood est puni d’avoir permis cela. Screwtape remarque cependant qu’ils peuvent utiliser la distraction pour endormir sa foi. Le contraste entre Screwtape et Wormwood se renforce dans la suite de l’histoire : Wormwood est décrit par Screwtape dans ses lettres comme cherchant à faire chuter son « protégé » par des péchés extravagants et grossiers, et revient sans cesse à la guerre comme occasion de chute. Au contraire, Screwtape ne cherche pas à induire le « protégé » à commettre des péchés importants, mais préfère le mener progressivement et sûrement sur le chemin de la damnation. Pour lui, le démon doit d’abord brouiller l’esprit des hommes, les mettre dans la confusion, et finalement les corrompre, plutôt que de les tenter.
Dans la lettre XXII, Screwtape se plaint d’une douloureuse punition qu’il a reçue à cause d’une dénonciation de Wormwood à qui il avait précédemment révélé un secret tabou : l’amour de Dieu pour les hommes. De plus, alors que depuis quelques semaines la question était de trouver au « protégé » une femme superficielle, Screwtape apprend qu’il est tombé amoureux d’une chrétienne enracinée dans la foi. Cela le met dans une telle colère qu’il est transformé en un immense mille-pattes. Il s’agit d’une référence ou d’un emprunt à John Milton, dans le livre X du Paradis perdu, où une situation semblable arrive à des démons. 
Dans la dernière lettre, il apparaît que le « protégé » a été tué dans un raid aérien, et qu’il est monté au ciel. Wormwood va être puni car il a laissé filer une âme entre ses doigts. Son essence spirituelle sera mangée par d’autres démons, dont Screwtape, qui y trouve sa vengeance à la dénonciation qu’il a subie.

## Éditions françaises
- 1943 : Tactique du diable : lettres d'un vétéran de la tentation à un novice, C. S. Lewis. Traduit par B. V. Barbey. Neuchâtel et Paris : Delachaux et Niestlé ; 160 p.
- 1967 : Tactique du diable, C. S. Lewis. Traduit par B. V. Barbey. Collection : « Foi vivante » ; no 48, Neuchâtel et Paris : Delachaux et Niestlé ; 123 p.
- 2010 : Tactique du diable, C. S. Lewis. Préface d'Irène Fernandez ; traduction d'Étienne Huser ; Paris : Empreinte temps présent, 138 p.   (ISBN 978-2-35614-027-2)